# Johann Wolfgang Heberer

Johann Wolfgang Heberer, gestochen von Bernhard Vogel nach einem Bild von Johann Carl Zierl, Österreichische Nationalbibliothek

Johann Wolf(f)gang Heberer (* 14. April 1675 in Weißenburg in Bayern; † 23. Juni 1730 ebenda) war ein deutscher Consulent und Syndicus in Weißenburg in Bayern.

## Leben und Wirken

### Familie
Heberer entstammte einer Familie, deren Mitglieder sich über mehr als hundert Jahren um das öffentliche Wohl und verschiedene Freie und Reichsstädte des Heiligen Römischen Reichs Deutscher Nation verdient gemacht haben.
Sein Vater war der Jurist Lic. Johann Philipp Heberer, hochfürstlicher Eichstätter und hochgräflich Pappenheimisch-hochansehnlicher Rat und danach ältester Consulent und Syndicus bei der Reichsstadt Weißenburg. Sein älterer Bruder Lic. Wolfgang Wilhelm Heberer (* 1659 † 1721) war der königlich-polnische, kurfürstlich-sächsische und Hofgräfliche Pappenheimische Rat, Syndicus, Konsistorialpräsident und Lehen-Propst sowie Reichsquartiermeister des Heiligen Römischen Reichs.
Nach dem frühen Tode seines Vaters heiratete er 1702 Rosina Elisabeth Götze, die Tochter des angesehenen Nürnberger Kaufmanns Johann Christoph Götze und seiner Ehefrau Anna Elisabetha geb. Albrecht, die 1716 starb, nachdem sieben Kinder geboren waren. Danach heiratete er im Jahre 1718 die Witwe des Konsistorialrates Meyer aus Ansbach. Aus der ersten Ehe ist u. a. Sabina Rosina Heberer (1710–1767) hervorgegangen, die verheiratet war mit dem Hof-, Kammer- und Landschaftsrat in Ansbach Johann Friedrich Cramer (1706–1768), dem Vater des späteren Hofrats in Glogau Carl Christoph Cramer (1750–1827).

### Leben und Bedeutung
Heberer besuchte in Weißenburg unter dem Rektor Georg Michael Nuding (1627–1703) das Lyceum. Zur weiteren Ausbildung kam er zu seinem Bruder Wolfgang Wilhelm Heberer nach Pappenheim, der ihm zur Vorbereitung auf eine juristische Tätigkeit die lateinische Sprache beibrachte und ihn das lehrte, was er für eine künftige juristische Tätigkeit benötigte. Durch seinen Bruder lernte er auch den damals regierenden Reichserbmarschall Graf von Pappenheim kennen, der den 15-jährigen Heberer zur Krönung des Habsburgers Josephs I zum römischen Kaiser im Jahre 1690 mit nach Augsburg nahm. Bei den Krönungsfeierlichkeiten machte Heberer allgemein einen so guten Eindruck, dass man ihn für fähig erachtete, mit dem akademischen Studium zu beginnen. Zunächst studierte er Philosophie an der Universität Jena bei den Professoren Johann Paul Hebenstreit (1664–1719) und Treiner und gleichzeitig Rechtswissenschaft u. a. bei den Professoren Nikolaus Christoph Lyncker und Christian Wildvogel. Zum Praktikum nahm ihn der Vater nach 3 Jahren Studium in seine Kanzlei auf. Ein epileptischer Anfall unterbrach dann seine praktische Ausbildung. Die Krankheit überstand er aber glücklich, sodass er seine Dissertation über das Adoptionsrecht zu Papier brachte, sich als Kandidat in der juristischen Fakultät der Nürnberger Universität in Altdorf einschrieb und nach den bestandenen Examina seine Dissertation im Februar 1699 mit Lob (cum applausu) verteidigte und damit sein akademisches Studium beendete.
Danach machte er noch eine Studienreise ins Ausland und besuchte den Kaiserlichen Hof in Wien und erlernte dort den kaiserlichen Reichshofratsstil und das Prozessrecht vor dem Reichshofrat. Er durchreiste Ungarn und Böhmen und hielt sich einige Zeit in der Kursächsischen Residenz in Dresden auf, wo er die Gelegenheit hatte, mit Personen aller Stände zu reden und die weitere Fähigkeit zur juristischen Tätigkeit erlangte, sodass er schon 1701 vom Rat der Stadt Weißenburg einmütig zum Nachfolger seines Vaters gewählt und im darauf folgenden Jahr das Amt als städtischer Consulent antrat.
Dieses Amt übte er 28 Jahre nach dem Urteil in der Leichenpredigt mit Erfolg „aufrichtig, getreu und redlich“ aus. Zu seinen Aufgaben gehörte neben der allgemeinen Rechtsberatung die Vertretung der Stadt Weißenburg bei den Verhandlungen mit den benachbarten fürstlichen Höfen und die Teilnahme an den Fränkischen Kreiskonventen in Nürnberg.
Überschattet wurde seine Tätigkeit durch einen Prozess vor dem Reichshofrat in Wien, den Bürger der Stadt Weißenburg gegen den Magistrat der Stadt Weißenburg 1692 angestrengt hatten, der durch eine Entscheidung des Reichshofrats im Jahre 1694 zwar abgeschlossen schien, sich aber ausweitete und ohne abschließende Entscheidung mit der Auflösung des Reichshofrats im Jahre 1802 zum Erliegen kam. Themen der Beschuldigungen waren angebliche wirtschaftliche Missstände, Verschwendung öffentlicher Gelder, enge verwandtschaftliche Verhältnisse zwischen den Ratsmitgliedern sowie persönliche Vorwürfe gegen den Syndikus Johann Wolfgang Heberer und später gegen seinen Nachfolger.

### Dissertation
Johann W. Heberer: Diss. inaug. iur. de arrogatione, eiusdemque effectibus, tam quoad ius vetus, quam novum: adiecta similitudine, quam sortitur cum unione prolium (Google eBook), Universität Altdorf 1699, digital.

### Leichenpredigt
Johann Nicolaus Sonnenmayer: Der im Tod getroste Consulent … (Johann Wolfgang Heberer), Weissenburg am Nordgau, 1730, Stadtbibliothek Nürnberg, Signatur Gen.H 53,2